# Вольфингер, Сандро
Сандро Вольфингер (нем. Sandro Wolfinger; род. 24 августа 1991 года, Вадуц, Лихтенштейн) — полузащитник сборной Лихтенштейна и клуба «Бальцерс».

## Клубная карьера
Играл за клубы Лихтенштейна, Германии, Швейцарии. К июлю 2018 года участвовал в 58 матчах, забил 5 голов.

## Карьера в сборной
Дебютировал за сборную Лихтенштейна в 2013 году в товарищеском матче против Эстонии. К июлю 2018 году провёл за сборную 21 игру, забил 1 гол.

### Голы в сборной
| Гол | Дата               | Место встречи         | Соперник                              | Результат | Соревнования                                                   |
| --- | ------------------ | --------------------- | ------------------------------------- | --------- | -------------------------------------------------------------- |
| 1   | 26 марта 2016 года | Марбелья, Испания     | Сборная Фарерских островов по футболу | 2:3       | Товарищеский матч                                              |
| 2   | 8 сентября 2023    | «Билино Поле», Зеница | Босния и Герцеговина                  | 2:1       | Чемпионат Европы по футболу 2024 (отборочный турнир, группа J) |